# Daryl Johnson
Daryl Johnson je americký hudebník. Je dlouholetým spolupracovníkem kanadského producenta Daniela Lanois. Na nahrávkách hraje převážně na baskytaru, v některých případech také na další nástroje (perkuse, klavír). Během své kariéry hrál na nahrávkách mnoha hudebníků, mezi něž patří například Brian Eno, Emmylou Harris, Sarah McLachlan, Peter Gabriel, Youssou N'Dour a Bob Dylan. Rovněž byl producentem několika nahrávek, včetně alba The Engine belgické zpěvačky Trixie Whitley (spolu s Lanoisem) nebo desky There's Room for Us All zpěváka Terrance Simiena. Spolu s Lanoisem byl členem skupiny Black Dub. Přestože hrál na jejím albu, následného turné se neúčastnil. Byl totiž ve vězení.